# Nanhu (métro de Nanning)
Pour les articles homonymes, voir Nanhu.
Nanhu (chinois : 南湖站 / pinyin : Nánhú zhàn / zhuang : Camh Nanzhuz) est une station de métro de la ligne 1 du métro de Nanning. Ouverte le 28 juin 2016, la station comprend cinq entrées et une seule plateforme.

## Situation ferroviaire

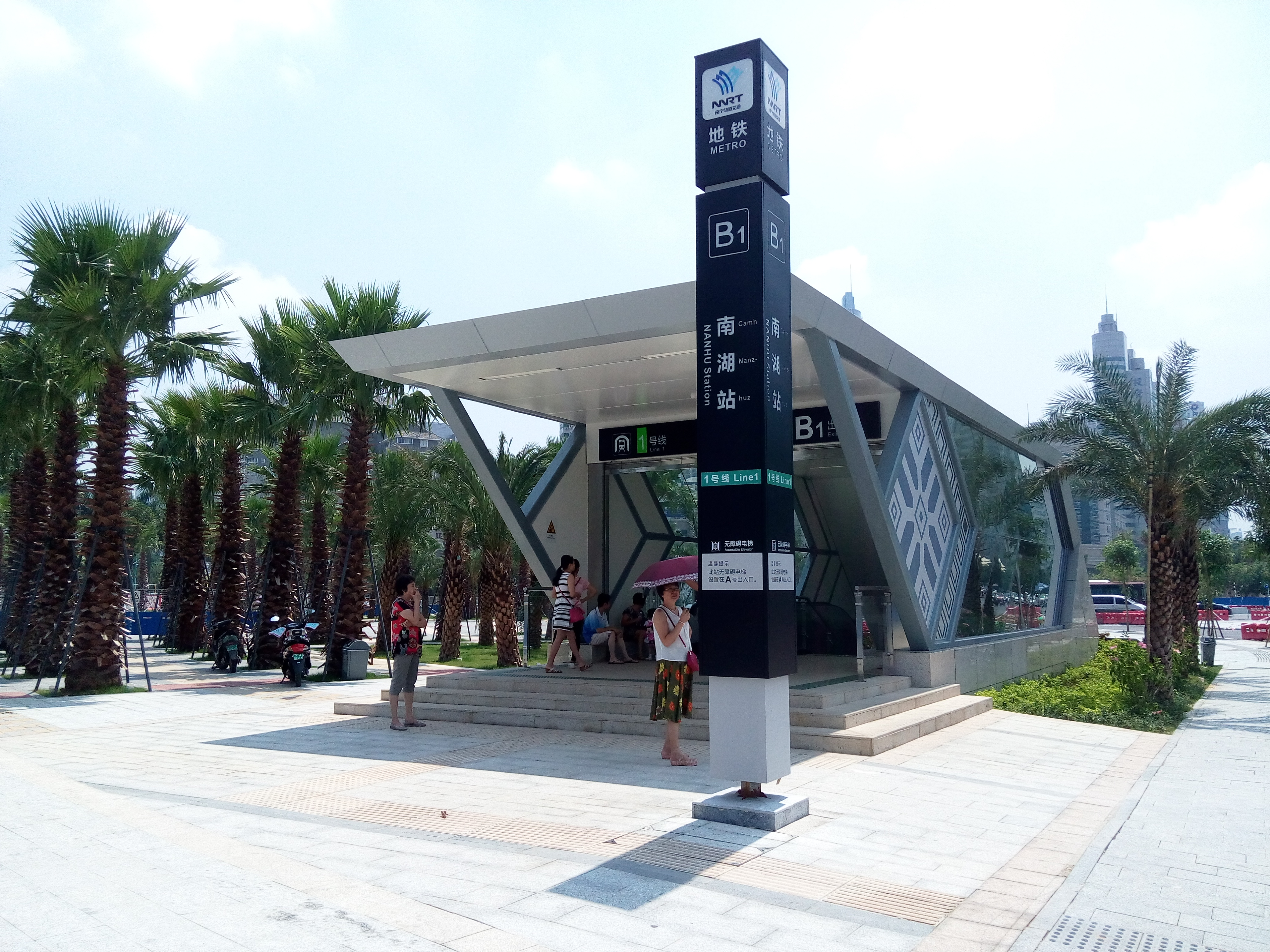
Sortie B1.

La station est située dans le district de Qingxiu de la ville de Nanning et est la seizième station à partir de Shibu (dixième à partir de la gare de Nanning est). Elle est située de part et d'autre du boulevard Minzu dadao et de la rue Binhu Lu.

## Histoire
La construction débute le 15 décembre 2012. Le 30 janvier 2015, les dix premières stations sont terminées. Les premiers tests sans passagers ont lieu en février 2016. Les vérifications continuent les 16 et 29 mai de la même année.
La station est ouverte le 28 juin 2016 en faisant partie de la première portion du métro inaugurée, de Nanhu à la gare de Nanning est. Nanhu ne devient plus le terminus une fois la seconde partie inaugurée, le 28 décembre 2016.

## Service des voyageurs

### Horaires
Accessible les sept jours de la semaine, la station est ouverte de 6h00 à 23h00. De 7h00 à 9h00 et de 17h30 à 19h30, le métro y passe aux 3 minutes et demie, tandis qu'il passe aux 7 minutes le reste de la journée. Pendant la fin de semaine, le métro y passe aux 5 minutes (11h30 à 20h00), 6 minutes (20h00 à 23h00) ou aux 7 minutes (6h30 à 11h00). Les premiers et derniers passages en direction de Shibu sont à 6h34 et 22h19, tandis que ceux en direction de la gare de Nanning est sont à 6h50 et 22h35.
La station est desservie par les autobus 6, 11, 17, 29, 33, 34, 39, 47, 60, 79, 87, 206, 220, 603, 607 et 704, ainsi que certaines lignes spéciales comme celles reliant la ville à l'aéroport.

### Entrées et sorties
La station est accessible par cinq entrées différentes, de part et d'autre du boulevard Minzu Dadao et de la rue Binhu Lu. La sortie A comprend un ascenseur pour les personnes handicapées.
| Numéro                                         | Destinations proches |
| ---------------------------------------------- | --- |
| Sortie A                                       | Binhu Lu (rue Binhu), Jiabin Lu (rue Jiabin), Gouvernement populaire de Nanning                                                            |
| Sortie B1                                      | Huanhunan Lu (rue Huanhu sud), Binhu Lu (rue Binhu), Place Binhu                                                                           |
| Sortie B2                                      | Guichun Lu (rue Guichun), Parc Nanhu, Hôtel international Wodun                                                                            |
| Sortie C1                                      | Bureau des impôts du Guangxi, Commission de développement et de réforme de la communauté Zhuang du Guangxi                                 |
| Sortie C2                                      | District touristique de Minghu, Jardin floral des perles d'Orient, École intermédiaire No. 29, Édifice de la créativité humaine du Guangxi |
| Légende： Ascenseur pour personnes handicapées | |

### Desserte et structure
La gare a deux étages au-dessous du sol et ses trois entrées sont au niveau du sol. Le premier sous-sol contient les divers commerces et postes de services, tandis que le quai d'embarquement se situe au second.
| Niveau 0   | Entrées et sorties                                           | Entrées et sorties                                         |
| Sous-sol 1 | Salle d'accueil                                              | Service à la clientèle, boutiques et guichet libre-service |
| Sous-sol 2 |                                                              | Ligne 1 Voie 1 : En direction de Shibu                     |
| Sous-sol 2 | Quai central                                                 |                                                            |
| Sous-sol 2 | Ligne 1 Voie 2 : En direction de la Gare de Nanning-est (zh) |                                                            |